# Cheiroplatea mitoi
Cheiroplatea mitoi is een tienpotigensoort uit de familie van de Pylochelidae. De wetenschappelijke naam van de soort is voor het eerst geldig gepubliceerd in 1978 door Miyake.